# Десабато, Леандро
Леа́ндро Деса́бато (исп. Leandro Desábato; род. 24 января 1979, Кафферата, провинция Санта-Фе) — аргентинский футболист и футбольный тренер.

## Биография
Начал профессиональную карьеру в 1997 году в составе «Эстудиантеса». В 2001—2007 годах выступал за три аргентинские команды — «Олимпо», «Кильмес» и «Архентинос Хуниорс».
В ходе матча Кубка Либертадорес 2005 за «Кильмес» Десабато был обвинён в расистских высказываниях в адрес игрока «Сан-Паулу» Графите, после чего провёл одну ночь в тюрьме. Был освобождён после того, как легендарный бразильский футболист Тостао в своей колонке выступил в защиту аргентинца, отметив, что выпадка не имела расистского оттенка и Десабато просто поддался на провокацию, коих во множестве бывает в футбольных матчах.
После успешного сезона 2006/07 в «Архентинос» Десабато позвал его родной «Эстудиантес», и с 2007 года футболист вновь стал защищать цвета «пинчарратос». Особенно успешным стали для игрока и команды период со второй половины 2008 года, когда «Эстудиантес» дошёл до финала Южноамериканского кубка 2008, где уступил бразильскому «Интернасьоналу». В 2009 году Десабато был абсолютно незаменим в защитных порядках клуба из Ла-Платы. Его партнёры получали травмы, менялись, но место Десабато в основе не подвергалось сомнению. «Эстудиантес» в итоге завоевал свой четвёртый Кубок Либертадорес.
Леандро Десабато был вызван Диего Марадоной в сборную Аргентины на товарищеский матч против Ганы 30 сентября 2009 года, однако тогда он не сыграл за первую команду страны. Дебютировал за сборную в 2011 году — Десабато провёл обе игры против сборной Бразилии в матчах за Кубок Рока.
25 июня 2018 года объявил о завершении карьеры игрока.
2 января 2019 назначен на пост главного тренера резервной команды «Эстудиантеса».
5 марта 2020 назначен на пост главного тренера «Эстудиантеса».

## Титулы и достижения
- Чемпион Аргентины (1): 2010 (Апертура)
- Чемпион Второго дивизиона Аргентины (1): 2001/02
- Обладатель Кубка Либертадорес (1): 2009
- Финалист Южноамериканского кубка (1): 2008
- Участник символической сборной года Южной Америки (2): 2009, 2010